# Areial
Areial är en kommun i Brasilien.   Den ligger i delstaten Paraíba, i den östra delen av landet, 1 600 km nordost om huvudstaden Brasília. Antalet invånare är 6 470.
Trakten runt Areial består till största delen av jordbruksmark. Runt Areial är det ganska tätbefolkat, med 192 invånare per kvadratkilometer.